# 四川ダム

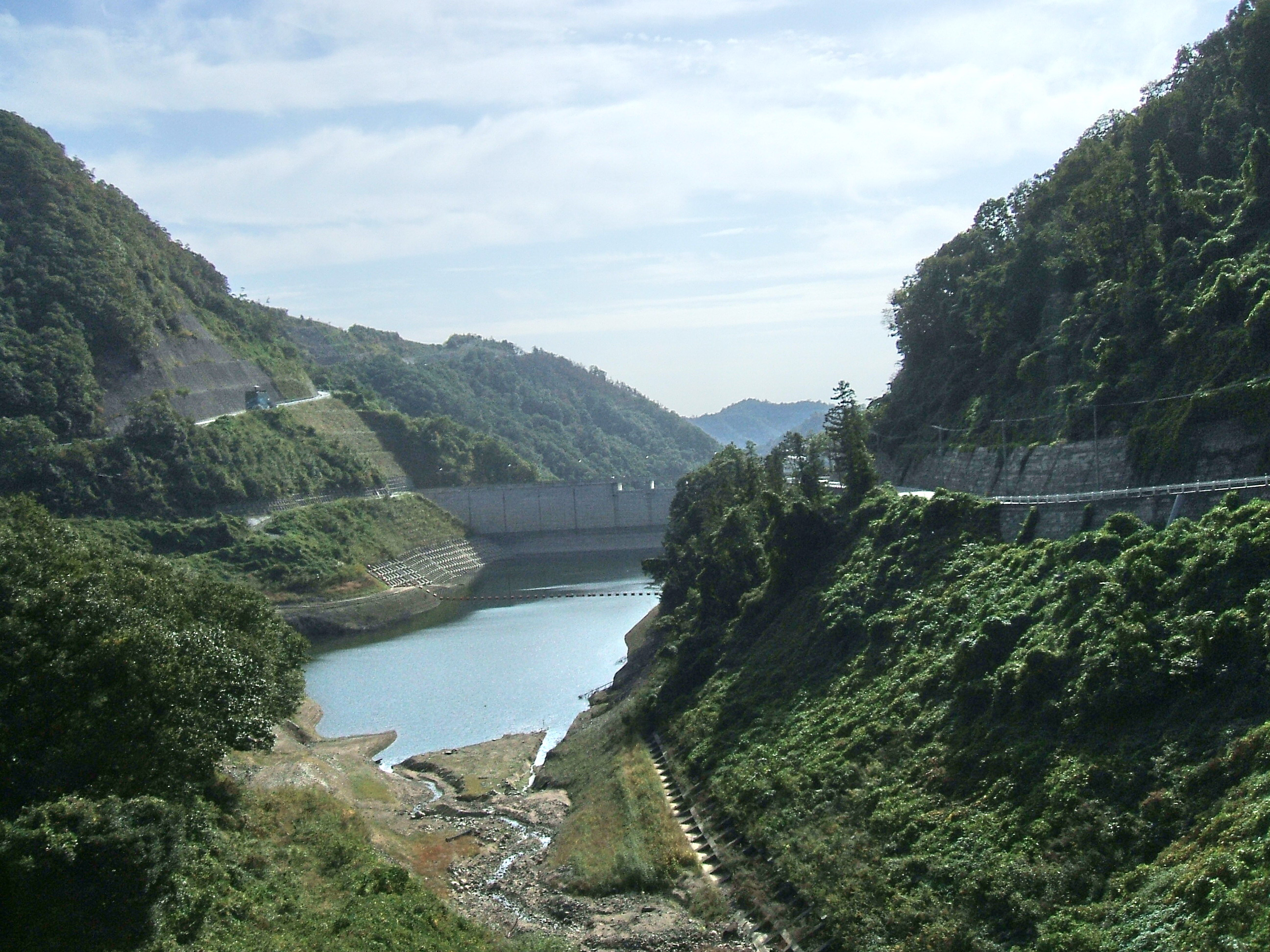
四川ダム湖『城山湖』、治水目的のため貯水能力に相当余裕がある

四川ダム（しかわダム）は、広島県福山市加茂町にある、一級河川・芦田川水系加茂川支流四川上流部に建設されたダムである。
広島県が施工した都道府県営ダムで、現在は広島県四川ダム管理事務所が管理を行う堤高58.9メートルの重力式コンクリートダムである。加茂川治水計画の一環として洪水調節と不特定利水（既得取水の安定化、河川環境の保全等）を目的とした補助治水ダムである。ダムによって形成された人造湖は、かつてダムのすぐ北側の絶壁上に存在し、毛利元就に攻略され消滅した宮氏の居城志川滝山城にちなんで城山湖（しろやまこ）と命名されている。

## 概要
芦田川水系加茂川の支流である四川の上流には、大正時代に建設された大谷池という灌漑用ダム（1925年竣工、1990年改修）があったが、このダムには洪水を調節する機能がなかった。そのため、四川と谷尻川の合流点に建設されたのが当ダムである。河川の環境維持の目的と80年に一度の大洪水にも耐えられる洪水調節のためのダムとして建設されたものである。

## 周辺
前述のように上流には灌漑用のため池「大谷池」がある。このダムの堰堤は中国自然歩道のコースになっている。また下流の粟根地区には小説家の井伏鱒二の生家があり、大谷池からの四川沿いは「朽助のゐる谷間」「丹下氏邸」「白毛」といった作品の舞台となっている。

## 関連事項
- ダム
- 日本のダム
- 重力式コンクリートダム
- 治水ダム
- 都道府県営ダム